# روبرت ديفيد ستيفنز
روبرت ديفيد ستيفنز (بالإنجليزية: Robert David Stevens)‏ هو محاضر بريطاني، ولد في 1965.